# Kevin Mitnick
Kevin David Mitnick (1963. augusztus 6. – 2023 július 16.) az egyik legnagyobb hacker-legenda napjainkban, a média által is igen felkapott. A social engineering, a rábeszéléses meggyőzés nagymestere. Letartóztatása óta felhagyott az illegális tevékenységek űzésével, élete későbbi szakaszában biztonságtechnikai tanácsadó volt.
„Életutam már a kezdeteknél kialakult. Kölyökként mindenem megvolt, de rémesen unatkoztam. Miután apám hároméves koromban elhagyott minket, anyám pincérnőként dolgozott, hogy megéljünk. Ha visszagondolok akkori önmagamra, a kiszámíthatatlan beosztásban dolgozó, sokáig túlórázó anya által nevelt egyetlen gyerekre, egy olyan kölyköt látok, aki állandóan egyedül van. Saját magam bébiszittere voltam.”.
Tizenévesként sikerült kiszednie a Los Angeles utcáin cirkáló buszsofőrökből jegyek lyukasztásának rendszerét, így magának „gyártotta” a buszjegyeket. Középiskolában kapott rá a telefonbetyárkodásra (akkoriban ez nem eszetlen tárcsázásokat, hanem jól megtervezett telefonos trükköket jelentett), hamar rájött például az ingyen telefonálás – pontosabban a hívásdíjak más számlára számlázásának – trükkjeire, valamint így megismerte a telefontársaságok részletes működési mechanizmusát, illetve a megfelelő rábeszélési módszereket. Majd jött a „beilleszkedés” a hacker-haverok közé (és persze a túlszárnyalás).
„…a Los Angeles-i Számítógép Kezelői Oktatási Központban tanultam tovább. Néhány hónap alatt az iskola vezetője rájött, hogy sebezhetőséget találva az operációs rendszerben teljes rendszergazdai jogosultságot szereztem az IBM miniszámítógépe felett. Olyan ajánlattal álltak elő, amit nem tudtam visszautasítani: vagy ingyenesen részt veszek az iskolai biztonsági rendszer fejlesztésében, vagy a rendszerbe való betörés miatt felfüggesztenek. …így cum laude minősítéssel fejeztem be tanulmányaimat.”
Végül sok éves működés után letartóztatták 1995-ben, majd 2000. január 21-én szabadult, de még két évre eltiltották az internethasználattól, bár kérdéses, hogyan tartatták be vele. Azóta biztonságtechnikai tanácsadással, módszerek kidolgozásával kereste kenyerét, megalapította a Mitnick Security Consulting, LLC biztonságtechnikai vállalatot, illetve több könyvet is írt. 2023. július 16-án hunyt el hasnyálmirigyrák következtében, mindössze 59 éves volt. Majdnem 60 éves lett volna 2023 nyarán. 

## Magyarul megjelent művei
- Kevin Mitnick–William L. Simon: A legendás hacker. A megtévesztés művészete; ford. Lénárt Szabolcs; Perfact-Pro Kft., Bp., 2003
- Kevin Mitnick–William L. Simon: A legendás hacker. A behatolás művészete; ford. Lénárt Szabolcs; Perfact-Pro Kft., Bp., 2006
- Kevin Mitnick–William L. Simon: A legkeresettebb hacker. Az emberi hiszékenység sötét oldala; ford. Takács Zoltán; HVG Könyvek,. Bp., 2012

## Fordítás
Ez a szócikk részben vagy egészben  a   Kevin Mitnick című angol Wikipédia-szócikk fordításán alapul.  Az eredeti cikk szerkesztőit annak laptörténete sorolja fel. Ez a jelzés csupán a megfogalmazás eredetét és a szerzői jogokat jelzi, nem szolgál a cikkben szereplő információk forrásmegjelöléseként.

## Külső hivatkozások
- Kevin Mitnick biztonságtechnikai honlapja
- Magyar nyelvű interjú Mitnickkel Archiválva 2015. április 15-i dátummal a Wayback Machine-ben
- Mitnick oldala, miután először feltörték
- Mitnick oldala, miután másodszor feltörték